# Балжи, Михаил Фёдорович
Михаил Федорович Балжи (1908—1970) — конструктор танков и тракторов. Автор проекта тяжелого танка «ИС-3». Лауреат Сталинской премии первой степени.

## Биография
Родился 6 (19 августа) 1908 года в селе Боевое (ныне Никольский район, Донецкая область, Украина) в семье переселившегося в Россию грека.
В августе 1923 года был принят смазчиком на газогенераторную мельницу в селе Ново-Каракуба, профсоюзом в 1925 году командирован на обучение в Мариуполь.
В 1927 году окончил Мариупольскую профтехшколу.
Работал токарем на Мариупольском, затем Харьковском заводе «Серп и молот».
С 1931 по 1935 — конструктор ХТЗ; одновременно учился в Харьковском механико-машиностроительном инитуте.
с 1935 года — инженер-конструктор на ЧТЗ, участвовал в создании гусеничных тракторов.
С 1937 по 1938 руководил группой трансмиссий и шасси в конструкторском бюро. В 1940 по 1941 — зам. главного конструктора специального конструкторского бюро 3-го танкового отдела.
В 1941—1943 годах — старший инженер по новым танкам. С 23 июня 1943 года — зам. главного конструктора завода.
В годы Великой Отечественной войны в составе конструкторского бюро под руководством Н. Л. Духова и Ж. Я. Котина занимался проектированием и организацией производства танков и самоходных артиллерийских установок.
Идея танка ИС-3 родилась в ходе работ по модернизации ИС-2, но началом послужила мысль Балжи, пришедшая ему во время утреннего бритья, о придании корпусу башни танка форму мыльницы, которую и принёс Балжи главному конструктору Духову.
В 1947—1952 годах — гл. конструктор специального конструкторского бюро.
С 1949 года — на преподавательской работе в ЧПИ, с 1953 года — зав. кафедрой гусеничных и колесных машин, в 1965—1970 годах — декан автотракторного факультета.
Умер 14 сентября 1970 года. Похоронен в Челябинске на Успенском кладбище.

## Награды и премии

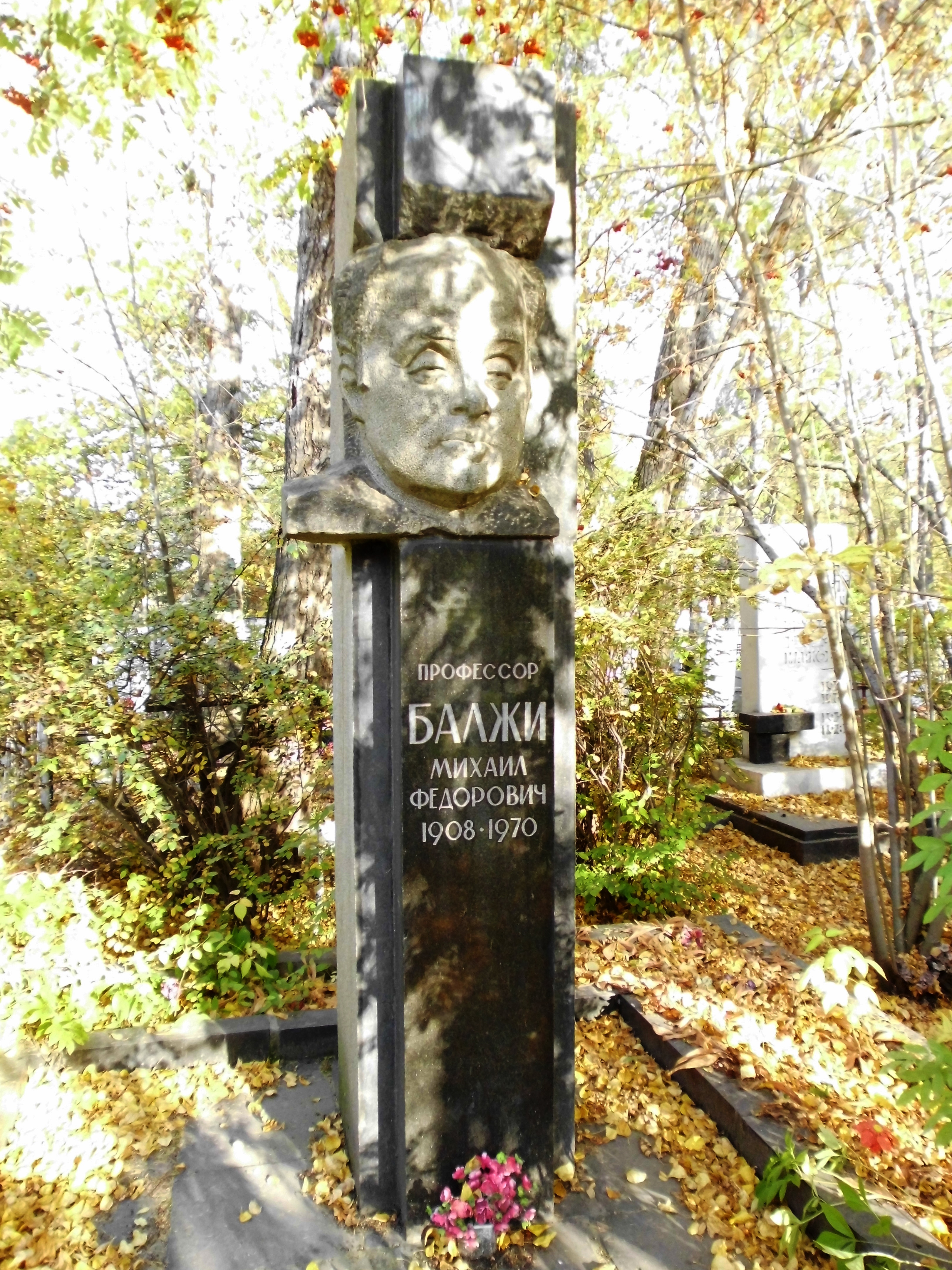
Памятник на могиле

- Сталинская премия первой степени (1946) — за создание конструкции танка ИС-1 и коренное усовершенствование существующего танка
- орден Отечественной войны I степени (1945)
- орден Отечественной войны II степени (1944)
- орден Трудового Красного Знамени (5.08.1944)
- орден Красной Звезды (1942)
- медали